# Europeiska unionens restriktiva åtgärder
Europeiska unionens restriktiva åtgärder är sanktioner som Europeiska unionen kan vidta mot tredjeländer eller andra aktörer i omvärlden. Det är ett viktigt instrument inom den gemensamma utrikes- och säkerhetspolitiken och en del av unionens yttre åtgärder. Restriktiva åtgärder kan vidtas mot bland annat regeringsorgan, företag, organisationer och enskilda individer och innefatta till exempel vapenembargo, reserestriktioner, frysta tillgångar och andra ekonomiska åtgärder, såsom import- och exportrestriktioner.

## Syfte
Syftet med de restriktiva åtgärderna är att främja internationell fred och säkerhet, förebygga konflikter, stödja demokrati, rättsstatens principer och mänskliga rättigheter samt försvara folkrättens principer.

## Beslutsprocess
Restriktiva åtgärder antas som beslut av Europeiska unionens råd med enhällighet på förslag av den höga representanten för utrikes frågor och säkerhetspolitik. Genom beslutet blir  medlemsstaterna förpliktade att genomföra de föreskrivna sanktionerna. Samtidigt antar rådet med kvalificerad majoritet en förordning som genomför beslutets bestämmelser i unionsrätten och som därmed får allmän giltighet. Europeiska kommissionen ansvarar för att övervaka medlemsstaternas efterlevnad av dessa rättsakter och kan väcka talan om fördragsbrott vid EU-domstolen om en medlemsstat inte skulle verkställa de överenskomna sanktionerna – detta har dock aldrig hänt.

## Gällande restriktiva åtgärder
EU har en lång rad restriktiva åtgärder i kraft per den 26 februari 2022:

### Sanktioner mot tredjeländer
EU har olika typer av sanktioner i förhållande till följande tredjeländer (dvs. icke-EU-länder):
- Afghanistan
- Belarus
- Bosnien och Hercegovina
- Burundi
- Centralafrikanska republiken
- Guinea
- Guinea-Bissau
- Haiti
- Irak
- Iran
- Jemen
- Kina
- Kongo-Kinshasa
- Libanon
- Libyen
- Mali
- Moldavien
- Montenegro
- Myanmar
- Nicaragua
- Nordkorea
- Ryssland
- Serbien
- Somalia
- Sudan
- Sydsudan
- Syrien
- Tunisien
- Turkiet
- Ukraina
- USA (motsanktioner för att hindra vissa amerikanska sanktioner från att få verkan inom EU)
- Venezuela
- Zimbabwe

### Andra sanktioner
Unionen har även vidtagit särskilda sanktioner gällande:
- Cyberattacker
- Kemiska vapen
- Mänskliga rättigheter
- Terrorism